# Portretul lui Leonardo da Vinci
Portretul lui Leonardo da Vinci este o pictură realizată probabil de către Leonardo da Vinci în anul 1505. Opera a fost descoperită în 2008 de către Nicola Barbatelli într-o colecție privată și identificată ca un autoportret de Peter Hohenstatt și alții. Lucrul cu care putem spune că această operă îi aparține lui Leonardo este acela că a fost descoperită o amprentă pe partea penei care se găsește și pe pictura Tânăra cu hermină. 